# Pampa del Infierno
Pampa del Infierno es una localidad argentina cabecera del Departamento Almirante Brown, provincia del Chaco, ubicada a 81 km de Presidencia Roque Sáenz Peña, por RN 16 al oeste.
En su centro se destaca la plaza 25 de Mayo, con un busto de José de San Martín. Se encuentra a la vera del km 260 de la RN 16 Corredor Bioceánico.

## Historia
La primera denominación del área fue Pampa del Infierno, Departamento de Napalpí, Territorio Nacional del Chaco.
En 1887 Miguel Durán reúne y arma un grupo de pobladores para sostener la usurpación a los pueblos originarios (principalmente los qomlek). Esta armada alertó a las autoridades y luego el Ejército Argentino intervino en el asunto.
Desde Córdoba el Regimiento 4 de Infantería, comandado por el coronel Blanco, cubrió el sur del Chaco. La columna que llegó a esta zona había partido de Las Breñas para encontrarse con pampas tan inmensas como secas. La falta de agua y los calores mayúsculos hicieron que un expedicionario exclamara "esto es un infierno". De allí surgió el nombre de Pampa del Infierno.
El 15 de enero de 1924 el Poder Ejecutivo por decreto faculta a la Dirección de Tierras a ubicar 25 familias en lo que sería zona agrícola. Esta por nota encarga al ingeniero Molinari la mensura de estas tierras y por decreto del 7 de diciembre de 1927 se funda una colonia agrícola de 54.000 hectáreas de superficie bajo la denominación de Pampa del Infierno.
El 26 de agosto de 1932 se dio inicio al trazado del pueblo, que estaría conformado por 72 manzanas con 324 terrenos.

## Población
Cuenta con 9,063 habitantes (Indec, 2010), lo que representa un incremento del 42% frente a los 6,389 habitantes (Indec, 2001) del censo anterior. En el municipio el total ascendía a los 8,176 habitantes (Indec, 2001).
| Gráfica de evolución demográfica de Pampa del Infierno entre 1991 y 2010 |
|                                                                          |
| Fuente: censos nacionales del INDEC                                      |

## Salud
- Hospital Provincial Pampa del Infierno Almirante Guillermo Brown
- Centro de salud municipal Pampa del Infierno

## Clima
La localidad posee un clima semitropical continental. Las precipitaciones se concentran más en verano y se da una estación seca con lluvias escasas en el invierno.
La temperatura media anual, como en toda la provincia, es de alrededor de 20 °C. En el verano la media es alrededor de 27 °C y en el invierno la media es alrededor de 14 °C.
El tipo climático es templado-cálido.

## Festivales
La localidad es sede de la Fiesta Provincial del Chivo.

## Educación
Primarias:
- E.E.P N.º 657 "Tomás de Anchorena"
- E.E.P N.º 111 "Juan Bautista Terán"
- E.E.P N.º 1.029 "Dr. Félix Omar Ané"
- E.P.A.

Secundarias:
- U.E.P N.º 39 "Virgen de Itatí"
- E.E.S N.º 63 "Soldado Juan Pablo Cabral"
- Escuela de Formación Profesional N°35
- E.E.T. N.° 52 "Carlos R. Andión"

Terciario:
- Instituto de Nivel Superior "Pampa del Infierno"

## Deporte
El Club Sportivo Pampa cuenta con una cancha en la cual se juegan los partidos de fútbol de los torneos con otras ciudades. También se practican vóley y básquet.

## Agencia de Extensión INTA
El Instituto Nacional de Tecnología Agropecuaria posee una AER (Agencia de Extensión Rural).

## Ruta Nacional 16 - Informe ACA julio de 2006
- Tramo Resistencia - Roque Sáenz Peña - Pampa del Infierno: transitable normal.
- Pampa del Infierno - Monte Quemado: 70 km malos, muy poceados debidamente señalizadas. Máximas 40 km/h

## Menciones en la cultura popular
- León Gieco compuso una canción llamada "Bandidos Rurales" en la cual se hace mención a Pampa del Infierno.[4]
- La banda argentina de metal Tren Loco, en su cuarto álbum de estudio, Ruta 197, incluye una canción titulada "Pampa del Infierno".
- Existe un proyecto musical de género experimental, ambiental y electrónico en honor a la localidad, que además de llevar su mismo nombre, incluye una canción titulada "Diciembre 7, 1927", que es la fecha de fundación del pueblo.

## Vías de comunicación
La principal vía de acceso es la Ruta Nacional 16, que la comunica por asfalto al noroeste con Los Frentones y la provincia de Salta, y al sudeste con Concepción del Bermejo y Resistencia. Otra ruta que la atraviesa es la provincial 5, de tierra, que la vincula al nordeste con Juan José Castelli y al sudoeste con la ruta provincial 6.

## Economía
El parque solar de MSU Argentina, el más grande de la provincia de Chaco, fue construido sobre la ruta nacional N.º 16, en Pampa del Infierno. Es un predio de 320 hectáreas, cuenta con 223.000 paneles solares y, desde 2024, provee energía a unos 300.000 hogares.